# Bulbophyllum mamberamense
Bulbophyllum mamberamense är en orkidéart som beskrevs av Johannes Jacobus Smith. Bulbophyllum mamberamense ingår i släktet Bulbophyllum och familjen orkidéer. Inga underarter finns listade i Catalogue of Life.